# Jürgen Holtz
Jürgen Holtz (* 10. August 1932 in Berlin; † 21. Juni 2020 ebenda) war ein deutscher Schauspieler und bildender Künstler.

## Biografie
Jürgen Holtz wurde 1932 in Berlin geboren. Er besuchte 1943 die Humboldt-Oberschule in Berlin-Tegel, von 1943 bis 1945 die Oberschule in Neustadt bei Coburg, von 1945 bis 1948 wieder die Humboldt-Oberschule in Berlin, dann 1948/1949 die Schulfarm Insel Scharfenberg in Tegel und anschließend die auch als „Ost-Scharfenberg“ bezeichnete Internatsschule in Döllnkrug (1949) und Himmelpfort (1949–1952).
Von 1952 bis 1955 studierte er Schauspiel am Deutschen Theaterinstitut Weimar und dessen Nachfolgeeinrichtung, der Theaterhochschule Leipzig, und schloss sein Studium mit dem Staatsexamen ab. Danach erhielt er erste Theaterengagements in Erfurt (1955–1957) und in Brandenburg an der Havel (1957–1960). Von 1960 bis 1964 war er am Theater in Greifswald tätig, bevor er 1964 ein Engagement an der Ost-Berliner Volksbühne am Rosa-Luxemburg-Platz erhielt. Anschließend spielte Holtz von 1966 bis 1974 am Deutschen Theater in Ost-Berlin. Zu seinen wichtigsten Rollen in den 1960er Jahren zählten unter der Regie von Benno Besson die Titelrolle in der Uraufführung von Moritz Tassow von Peter Hacks (1966) und der Angelo in Adolf Dresens Inszenierung von Shakespeares Maß für Maß (1968).
1974 ging Holtz ans Berliner Ensemble und spielte dort bis zum Verbot der Inszenierung nach nur wenigen Vorstellungen den Diener Jean in August Strindbergs Fräulein Julie. Nach seiner Rückkehr an die Volksbühne (1977) und Gastspielen in Hamburg und Bochum verließ er 1983 die DDR, nachdem eine Verlängerung des Visums für die Arbeit an Heiner Müllers Drama Der Auftrag unter der Regie des Autors in Bochum auch nach einjähriger Wartezeit verweigert worden war.
Bis 1985 spielte er am Münchner Residenztheater unter der Regie von B. K. Tragelehn und Werner Schroeter und erhielt in den 1980er und 1990er Jahren mehrjährige Engagements am Schauspielhaus in Frankfurt am Main, wo er die am Berliner Ensemble begonnene Arbeit mit Einar Schleef fortsetzen konnte. 1993 wurde er für seine Darstellung in Rainald Goetz’ Stück Katarakt von der Theaterzeitschrift Theater heute zum Schauspieler des Jahres gewählt.

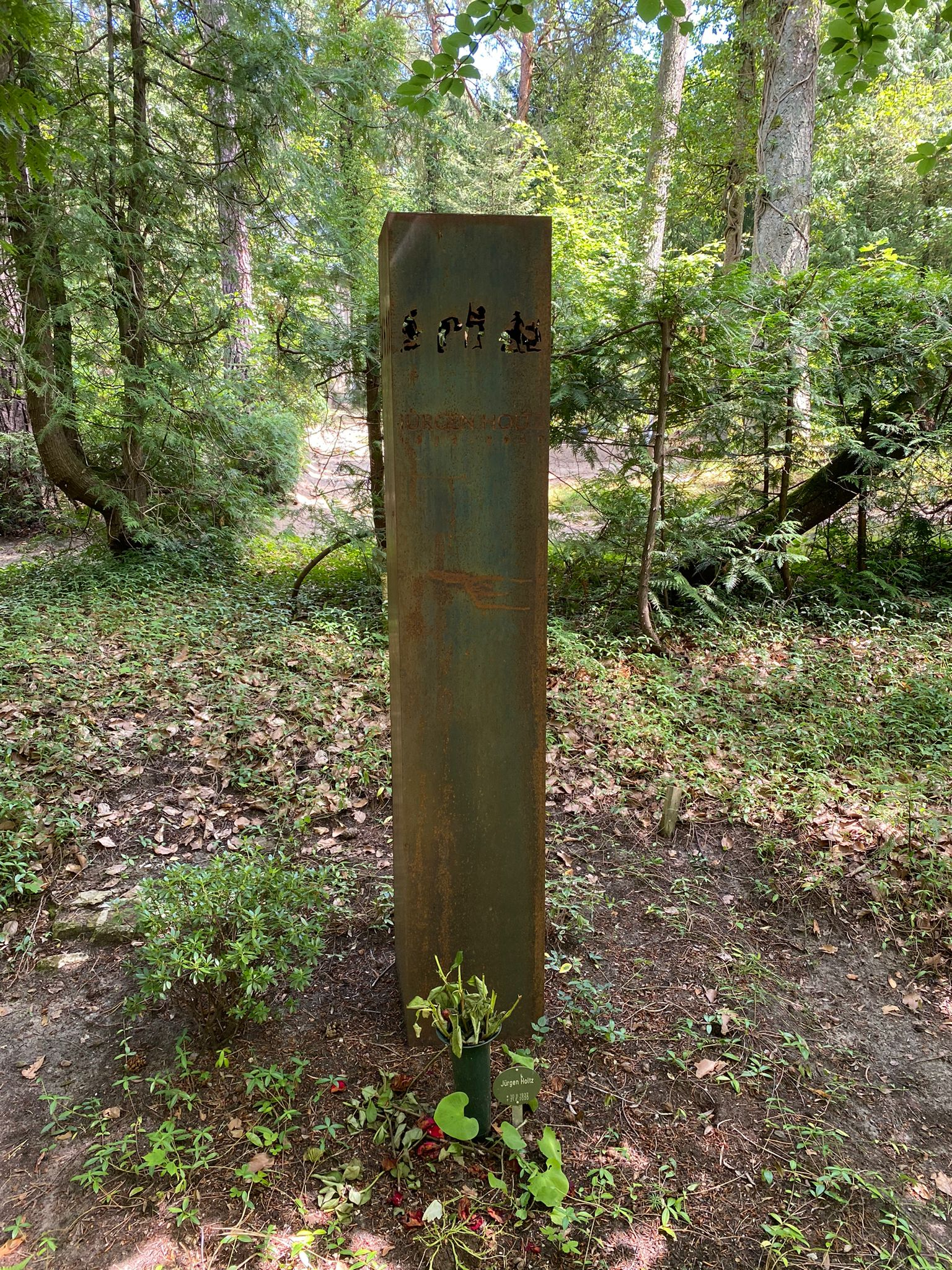
Grabstätte auf dem Südwestkirchhof Stahnsdorf

Ab 1995 war er wieder am Deutschen Theater Berlin beschäftigt, arbeitete mit Jürgen Gosch, Thomas Langhoff und Johannes Schütz, und ab 2000 als Gast am Nationaltheater Mannheim (König Philipp in Don Carlos und Nathan in Nathan der Weise). In den 2000er Jahren spielte er regelmäßig am Berliner Ensemble, 2007 die Rolle des Buttler in der  Wallenstein-Inszenierung von Peter Stein und arbeitete im Wesentlichen in Robert Wilsons Inszenierungen: den Peachum in der Dreigroschenoper von Bertolt Brecht, Königin Elisabeth in Shakespeares Sonette, Schigolch in Lulu, Nagg in Endspiel sowie mit George Tabori und Claus Peymann, 2010 noch einmal mit Peter Stein und Klaus Maria Brandauer in Ödipus auf Kolonnos in Salzburg und Berlin. In den letzten Jahren spielte er am Berliner Ensemble unter Frank Castorf in Hugos Elenden und zuletzt in der sechsstündigen Brecht-Inszenierung Leben des Galilei die Hauptrolle.
Neben seiner Theaterarbeit war Holtz häufig für Rundfunk, Film und Fernsehen tätig. Im Westen Deutschlands wurde er vor allem als der Nörgler Motzki in der gleichnamigen ARD-Serie von 1993 einem breiteren Publikum bekannt, daneben in Filmen von Margarethe von Trotta, Egon Günther, Gerd Steinheimer und Ari Folman. Im Kinofilm Good Bye, Lenin! trat er in einer Nebenrolle auf. Im Hörspiel wirkte er u. a. in Bulgakows Meister und Margarita (MDR 1998) mit, las Joseph Conrads Der Geheimagent (2004 MDR) ein, war beteiligt am Hör-Conrady.Lauter Lyrik.Die große Sammlung deutscher Gedichte (ARD 2007) sowie an den Arbeiten von Klaus Buhlert als Erzähler im Ulysses nach James Joyce (SWR 2012), in Hermann Brochs Die Schlafwandler (BR 2007) und in Franz Kafkas Der Process (BR 2010). 2018 gab er im Hörspiel Cantos von Ezra Pound in der Inszenierung von Christian Bertram dem Dichter seine Stimme (HR/DR Kultur 2018) und hinterließ unter dem Titel Theatertier, das ich bin. Solo mit dem Schauspieler Jürgen Holtz von Klaudia Ruschkowski eigene Erinnerungen und Reflexionen (DR Kultur 2018).
Jürgen Holtz malte und zeichnete als Ausgleich zum geistig und körperlich anstrengenden Schauspielerdasein. Erst in hohem Alter hat er sich zu einer Ausstellung überreden lassen. Er starb im Juni 2020 im Alter von 87 Jahren in Berlin. Sein Grab befindet sich auf dem Südwestkirchhof Stahnsdorf. Er hinterlässt seine Frau und vier Kinder.

## Filmografie (Auswahl)
- 1957: Berlin – Ecke Schönhauser…
- 1966/1972: Der kleine Prinz (TV)
- 1969: Wie heiratet man einen König?
- 1972: Leichensache Zernik
- 1972: Sechse kommen durch die Welt
- 1973: Unterm Birnbaum
- 1973: Das zweite Leben des Friedrich Wilhelm Georg Platow
- 1973: Das Pflichtmandat (Theateraufzeichnung)
- 1973: Polizeiruf 110: Eine Madonna zuviel (TV-Reihe)
- 1976: Das Licht auf dem Galgen
- 1980: Johann Sebastian Bachs vergebliche Reise in den Ruhm
- 1981: Suturp – Eine Liebesgeschichte (Fernsehfilm)
- 1982: Stella (Fernsehfilm)
- 1983: Das Luftschiff
- 1986: Rosa Luxemburg
- 1988: Heimatmuseum
- 1989: Reporter
- 1989: Tatort – Die Neue (Fernsehreihe)
- 1989: Liebe, Tod und Eisenbahn (Fernsehfilm)
- 1993: Motzki
- 1993: Tatort – Bienzle und die schöne Lau
- 1994: Liebling Kreuzberg
- 1994: Unser Lehrer Doktor Specht
- 2000: Deutschlandspiel
- 2002: Bloch – Schwarzer Staub
- 2003: Good Bye, Lenin!
- 2007: Du bist nicht allein
- 2011: Das System – Alles verstehen heißt alles verzeihen
- 2014: Stereo

## Theater (Auswahl)
Städtische Bühnen Erfurt
- 1955: William Shakespeare: Die Komödie der Irrungen (Häscher) – Regie: Hans Dieter Mäde
- 1955: Jean Baptiste Molière: Der eingebildete Kranke (Sohn des Thomas Diaforius und Liebhaber der Angelique) – Regie: Horst Bonnet
- 1955: Juri Burjakowski: Julius Fucik (Irji, Bergarbeiter) – Regie: Hans Dieter Mäde
- 1956: Leonid Solowjow: Aufruhr in Buchara (pockennarbiger Wächter) – Regie: Hans Dieter Mäde
- 1956: Bertolt Brecht: Der kaukasische Kreidekreis (junger Arbeiter / Neffe) – Regie: Eugen Schaub
- 1956: Jean Baptiste Molière: Die Streiche des Scapin (Carle, Freund des Scapin) – Regie Horst Bonnet
- 1957: Nordahl Grieg: Die Niederlage (Nationalgardist) – Regie: Georg Leopold

Volksbühne Berlin
- 1965: Peter Hacks: Moritz Tassow (Tassow) – Regie: Benno Besson
- 1966: William Shakespeare: Maß für Maß (Lucio) – Regie: Adolf Dresen
- 1967: Rolf Schneider: Prozeß in Nürnberg (Feldmarschall Milch) – Regie: Wolfgang Heinz
- 1967: Maxim Gorki: Feinde (Pologij) – Regie: Wolfgang Heinz
- 1967: Horst Salomon: Ein Lorbaß – Regie: Benno Besson
- 1968: Johann Wolfgang von Goethe: Faust. Der Tragödie erster Teil (Student) – Regie: Wolfgang Heinz/Adolf Dresen
- 1969: Günther Rücker: Der Herr Schmidt (Friedrich Wilhelm IV.) – Regie: Friedo Solter
- 1969: Werner Heiduczek: Die Marulas (Herbert Marula) – Regie: Dieter Mann
- 1970: Claus Hammel: Le Faiseur oder Warten auf Godeau (Sekretär Justin) – Regie: Hans Bunge / Heinz-Uwe Haus / Hans-Georg Simmgen
- 1970: Isaak Babel: Maria (Dymschitz) – Regie: Adolf Dresen (Kammerspiele)
- 1970: Horst Kleineidam: Barfuß nach Langenhanshagen (Rohrleger) – Regie: Horst Hiemer (Kammerspiele)
- 1970: Helmut Baierl: Der lange Weg zu Lenin (Münchner Arbeiter) – Regie: Adolf Dresen (Kammerspiele)
- 1971: William Shakespeare: Maß für Maß (Angelo) – Regie: Adolf Dresen (Kammerspiele)
- 1972: Friedrich Schiller: Kabale und Liebe – Regie: Klaus Erforth / Alexander Stillmark (Kammerspiele)
- 1973: Ignati Dworetzki: Der Mann von draußen (Werkdirektor) – Regie: Adolf Dresen
- 1974: Maxim Gorki: Die falsche Münze (Uhrmacher Jakowlew) – Regie: Ulrich Engelmann (Kammerspiele)

Berliner Ensemble
- 1974: Bertolt Brecht: Die Mutter (Lehrer) – Regie: Ruth Berghaus
- 1976: Bertolt Brecht: Der kaukasische Kreidekreis („Rübezahl“) – Regie: Peter Kupke
- 2014: Jutta Ferbers: Kafkas Prozeß (Der Geistliche) – Regie: Claus Peymann
- 2016: Samuel Beckett:  Endspiel (Nagg) – Regie: Robert Wilson
- 2019: Bertolt Brecht: Galileo Galilei. Das Theater und die Pest. – Regie: Frank Castorf

## Ausstellungen
- 2017: Jürgen Holtz. Zeichnungen, Aquarelle, Schriftfiguren – 15. Juli bis 23. September 2017. Galerie Bernet Bertram, Berlin[5]
- 2019: Wege der Abstraktion. Gruppenausstellung mit Rolf Behm, Jürgen Holtz, Mathias Wild, Li Zhi – 9. Februar bis 23. März 2019. Galerie Bernet Bertram, Berlin
- 2020: Kaspar, Puppe, Krokodil. Satiren, Karikaturen, Abstraktionen. Einzelausstellung 13. Juni bis 5. September 2020, Galerie Bernet Bertram, Berlin[6]

## Hörspiele
- 1966: Bertolt Brecht: Das Verhör des Lukullus – Regie: Kurt Veth (Rundfunk der DDR)
- 1966: Manfred Streubel: Nico im Eis – Regie: Joachim Staritz (Kinderhörspiel – Rundfunk der DDR)
- 1967: Hans Siebe: Spuren im Sand (Hauptwachtmeister Schütz) – Regie: Joachim Staritz (Kriminalhörspiel – Rundfunk der DDR)
- 1968: Michail Schatrow: Bolschewiki – Regie: Wolf-Dieter Panse (Hörspiel – Rundfunk der DDR)
- 1969: Claude Prin: Potemkin 68 – Regie: Edgar Kaufmann (Hörspiel – Rundfunk der DDR)
- 1969: Peter Hacks nach Aristophanes: Der Frieden (Chor) – Regie: Wolf-Dieter Panse (Hörspiel – Rundfunk der DDR)
- 1970: Michail Schatrow: Der sechste Juli (Alexandrowitsch) – Regie: Helmut Hellstorff (Hörspiel – Rundfunk der DDR)
- 1970: Stephan Hermlin: Scardanelli – Regie: Fritz Göhler (Hörspiel – Rundfunk der DDR)
- 1972: Günter Kunert: Ehrenhändel (Heinrich Heine) – Regie: Wolfgang Schonendorf (Hörspiel – Rundfunk der DDR)
- 1973: Linda Teßmer: Am schwarzen Mann (Versicherungsvertreter) – Regie: Joachim Staritz (Hörspiel – Rundfunk der DDR)
- 1973: Otto Marquardt: Chile im September (Togar) – Regie: Horst Liepach
- 1973: Alfred Matusche: Van Gogh (Dr. Gachet) – Regie: Peter Groeger (Biographie – Rundfunk der DDR)
- 1974: Hans-Jürgen Bloch: Nicht nur tausendjährige Eichen (Christoph) – Regie: Joachim Staritz (Hörspiel – Rundfunk der DDR)
- 1974: Augusto Boal: Torquemada (Torquemada) – Regie: Peter Groeger (Hörspiel – Rundfunk der DDR)
- 1975: Prosper Merimée: Die Jacquerie (Der Seneschall) – Regie: Albrecht Surkau (Hörspiel – Rundfunk der DDR)
- 1975: Jiří Kafka: Vom Wasser, das zu singen aufhörte (Erzähler) – Regie: Albrecht Surkau (Kinderhörspiel – Litera)
- 1976: Günter Kunert: Ein anderer K. – Regie: Horst Liepach (Hörspiel – Rundfunk der DDR)
- 1976: Heinrich von Kleist: Prinz Friedrich von Homburg (Kurfürst) – Regie: Joachim Staritz (Hörspiel – Rundfunk der DDR)
- 1977: Peter Goslicki/Peter Troche: Glassplitter (Harald) – Regie: Joachim Staritz (Hörspiel – Rundfunk der DDR)
- 1978: Ingrid Hahnfeld: Vom Aberheiner – Regie: Achim Scholz (Kinderhörspiel – Rundfunk der DDR)
- 1980: Peter Gosse: Leben lassen – Regie: Barbara Plensat (Hörspiel – Rundfunk der DDR)
- 1981: Werner Buhss: Hotte, einfach Hotte (Zemke) – Regie: Horst Liepach (Hörspiel – Rundfunk der DDR)
- 1981: Joachim Priewe: Heinrich Vogeler (Roselius) – Regie: Barbara Plensat (Hörspiel – Rundfunk der DDR)
- 1981: Joachim Brehmer: Der Doppelgänger (Arzt) – Regie: Achim Scholz (Hörspiel – Rundfunk der DDR)
- 1998: Michail Bulgakow: Der Meister und Margarita (Voland) – Regie: Petra Meyenburg (Hörspiel (30 Teile) – MDR)
- 2001: Józef Ignacy Kraszewski: Gräfin Cosel (Adolf Magnus von Hoym) – Regie: Walter Niklaus (Hörspiel (5 Teile) – MDR)
- 2001: Matthias Scheliga: Schnecks Heimweg (General) – Regie: Barbara Plensat (Hörspiel – SFB/ORB)
- 2002: Franz Zauleck: Herr Burczik hat sonst nie Besuch – Regie: Barbara Plensat (Hörspiel – DeutschlandRadio Berlin)
- 2003: Manfred Zauleck: Die Reise nach Baratonga – Regie: Wolfgang Rindfleisch (Kinderhörspiel – DLR Berlin)
- 2004: Joseph Conrad: Der Geheimagent – Regie: Klaus Zippel (Lesung – mdr Figaro)
- 2005: Jane Bowles: Zwei sehr ernsthafte Damen – Bearbeitung/Regie: Heike Tauch (Hörspiel – DLR)
- 2005: Tankred Dorst: Parzivals Weg – Ein Fragment – Regie: Beate Andres (Hörspiel – DKultur)
- 2007: Wolfgang Zander: Big Jump oder Charlotte träumt – Regie: Beatrix Ackers (Kinderhörspiel – DKultur)
- 2007: Hermann Broch: Die Schlafwandler (Vater, Bd. 1, Pasenow oder die Romantik) – Hörspielbearbeitung, Komposition und Regie Klaus Buhlert (Hörspiel – BR/hr2)
- 2010: Franz Kafka: Der Process – Regie: Klaus Buhlert (Hörspiel – BR)
- 2010: Davide Carnevali: Variationen über das Kraepelin-Modell oder das semantische Feld des Kaninchenschmorbratens – Regie: Ulrike Brinkmann (Hörspiel – DKultur/SR)
- 2012 James Joyce: Ulysses (Erzähler) – Hörspielbearbeitung, Regie und Musik: Klaus Buhlert (Hörspiel SWR/DLF)
- 2014: Levander Berg: Teufels Spielplatz – Regie: Wolfgang Rindfleisch (Hörspiel – DLF)
- 2016: Evelyn Dörr: Der Sturm – Theater als Reise zum Menschen. Eine akustische Performance (in der Rolle Prospero/Erzähler) – Regie: Evelyn Dörr (Hörspiel – RBB)
- 2018: Cantos. Von Ezra Pound – Auswahl, Bearbeitung und Regie: Christian Bertram (Hörspiel – HR / DR Kultur)
- 2018: Klaudia Ruschkowski: Theatertier, das ich bin. Solo mit dem Schauspieler Jürgen Holtz. Texte: Jürgen Holtz – Regie Giuseppe Maio (Hörspiel DR Kultur)

## Hörbuch
- Der Geheimagent von Joseph Conrad, Lesung mit Jürgen Holtz, 7h 11min., MDR Figaro 2004 / Der Audio Verlag 2015, ISBN 978-3-86231-629-8.
- Der Meister und Margarita. von Michail Bulgakow, Bearb. und Regie: Petra Meyenburg, Jürgen Holtz als Voland, 12h 30min, MDR Kultur 1998 / DerHörVerlag, ISBN 3-89584-672-4.
- Die Schlafwandler von Hermann Broch, Hörspielbearbeitung, Komposition und Regie: Klaus Buhlert, Jürgen Holtz als Vater, 11h, BR / hr 2 2007-09 / DerHörVerlag, ISBN 978-3-86717-346-9.
- Der Process von Franz Kafka, Regie: Klaus Buhlert, ungekürzte Hörspielfassung, 6h 11min, BR 2010 / DerHörVerlag, ISBN 978-3-86717-690-3.
- Ulysses von James Joyce, Hörspielbearbeitung, Regie und Musik: Klaus Buhlert, Jürgen Holtz als Erzähler u. a., 21h 30min, SWR 2 / DLF 2012 / DerHörVerlag, ISBN 978-3-86717-846-4.

## Auszeichnungen
- 1990: Adolf-Grimme-Preis für die 1. und 2. Folge von Reporter (zusammen mit Klaus Emmerich, Hans Noever, Walter Kreye und Renan Demirkan)
- 1993: Schauspieler des Jahres
- 1993: Gertrud-Eysoldt-Ring
- 2004: Hessischer Kulturpreis
- 2013: Theaterpreis Berlin
- 2014: Konrad-Wolf-Preis